# MACS J0416.1-2403
MACS J0416.1-2403 è un ammasso di galassie situato in direzione della costellazione di Eridano con redshift di z=0,396 equivalente ad una distanza di 4,29 miliardi di anni luce. La sua massa è pari a 160 trilioni di masse solari entro i 200 kpc, mentre ad un raggio di 950 kpc è stata misurata in 1,15 x 1015 masse solari.
MACS J0416.1-2403 è stato scoperto nel corso del MAssive Cluster Survey (MACS). L'osservazione dell'ammasso ha prodotto, tramite il fenomeno della lente gravitazionale, immagini multiple di galassie remote. Lo studio dell'ammasso è stato effettuato anche con osservazioni dei telescopi Hubble in luce visibile e Chandra nei raggi X. 
In particolare è stata individuata una galassia remota, la M0416 8958, a redshift di ~ 10, la cui immagine risale alle prime epoche di vita dell'Universo, circa 400 milioni di anni dopo il Big Bang.

## Galleria d'immagini

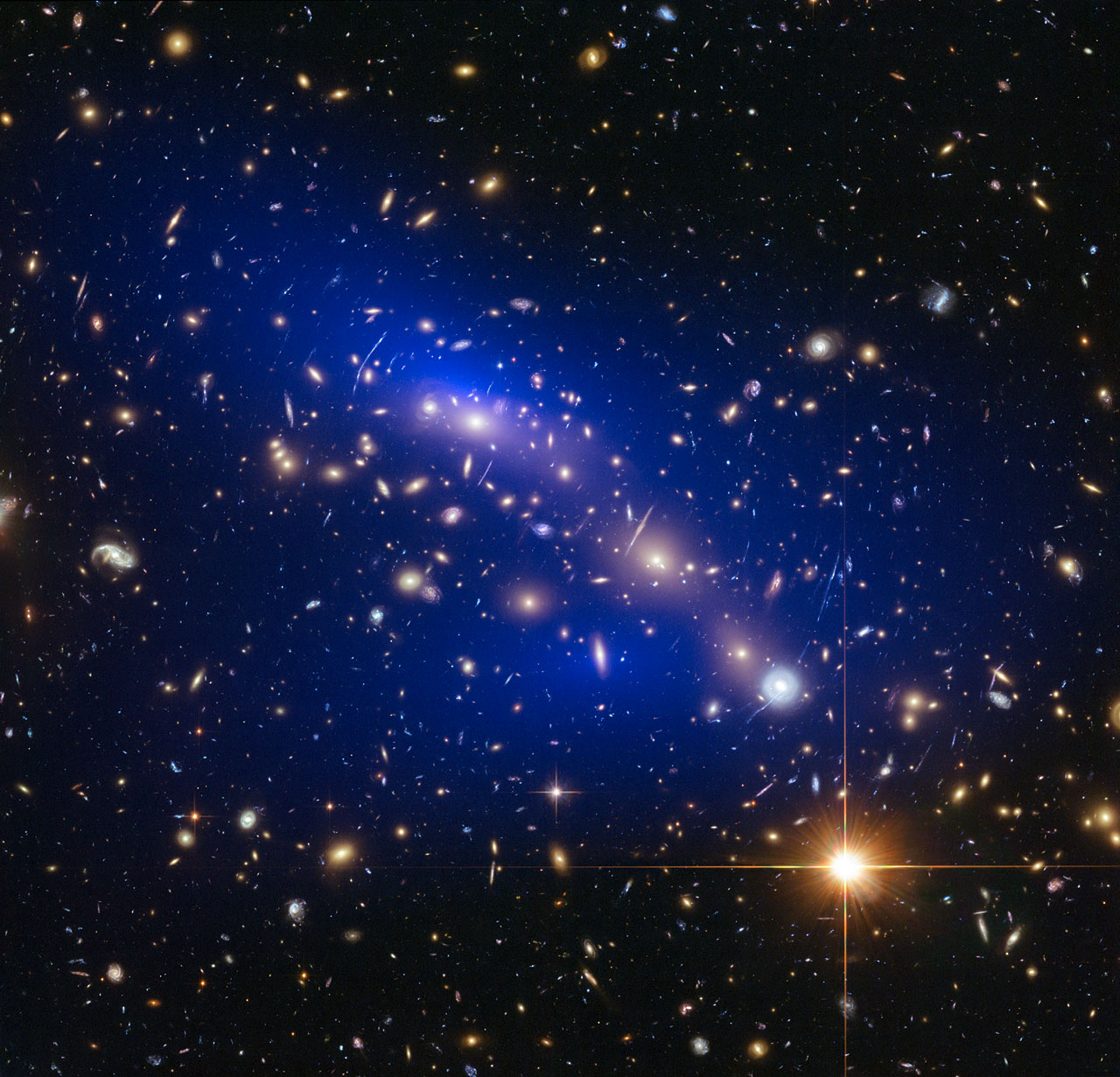
MACS J0416.1-2403 (Hubble - Raggi X)
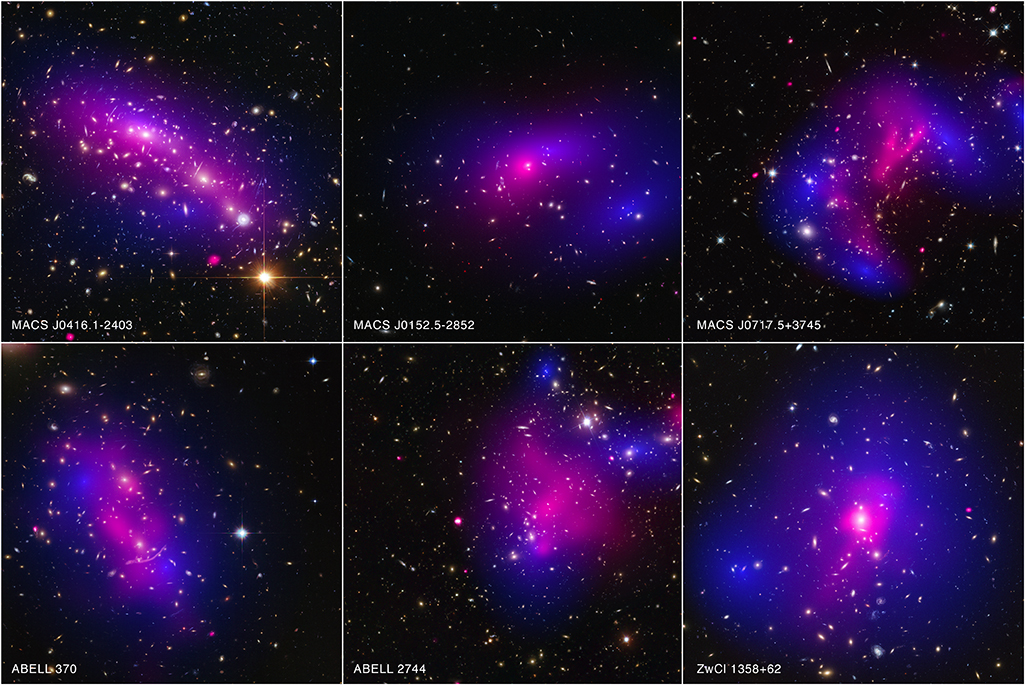
MACS J0416.1-2403 e altri 5 superammassi (Chandra - Raggi X)
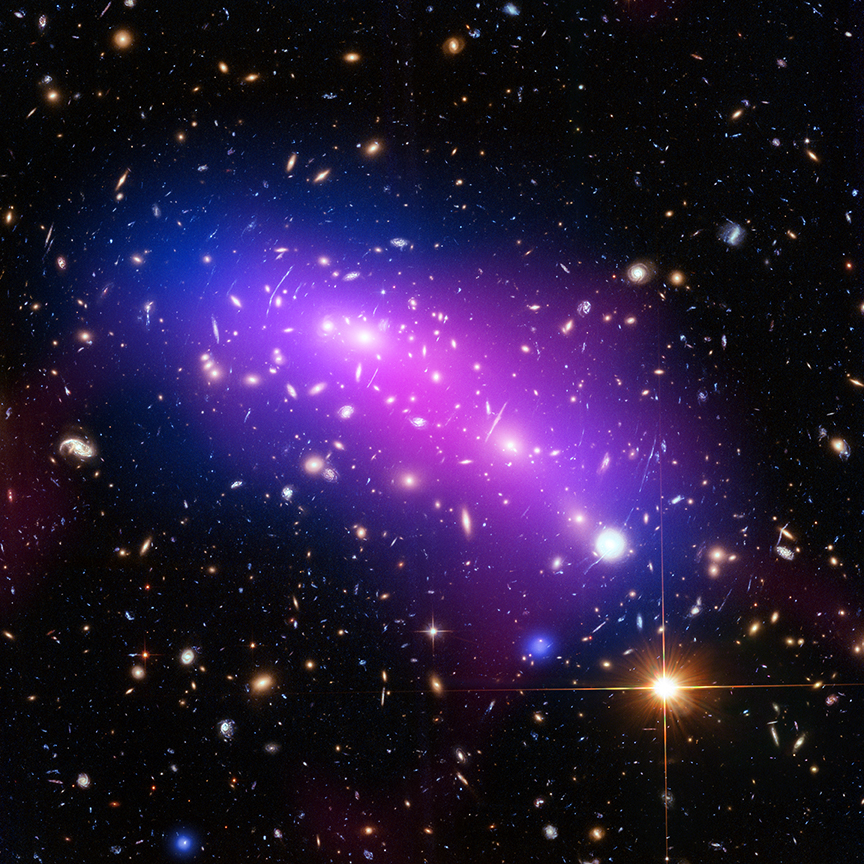
MACS J0416.1-2403 (Chandra).jpg
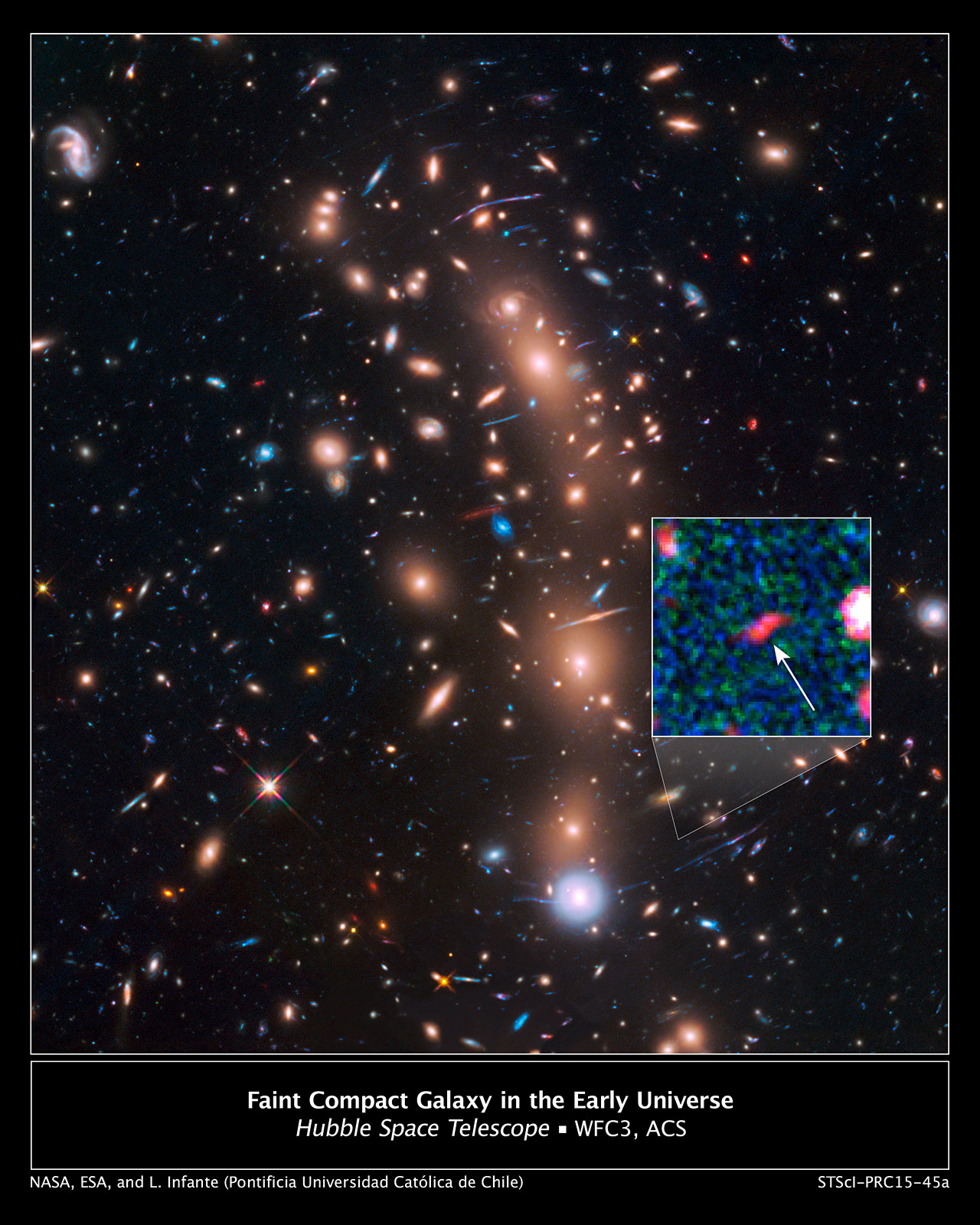
MACS J0416.1-2403 e, nel particolare, la galassia remota M0416 8958 con redshift di ~ 10 (Hubble)